# Сорнак
Сорна́к (фр. Sornac, окс. Saurnac) — коммуна во Франции, находится в регионе Лимузен. Департамент — Коррез. Административный центр кантона Сорнак. Округ коммуны — Юссель.
Код INSEE коммуны — 19261.
Коммуна расположена приблизительно в 360 км к югу от Парижа, в 75 км восточнее Лиможа, в 50 км к северо-востоку от Тюля.

## Население
Население коммуны на 2008 год составляло 810 человек.
| 1962 | 1968 | 1975 | 1982 | 1990 | 1999 | 2008 |
| ---- | ---- | ---- | ---- | ---- | ---- | ---- |
| 982  | 1017 | 1020 | 1125 | 972  | 851  | 810  |

## Администрация
| Период | Период | Фамилия         | Партия | Примечания |
| ------ | ------ | --------------- | ------ | ---------- |
| 2001   | 2008   | Люк Маллепейр   |        |            |
| 2008   |        | Жан-Франсуа Лож |        |            |

## Экономика

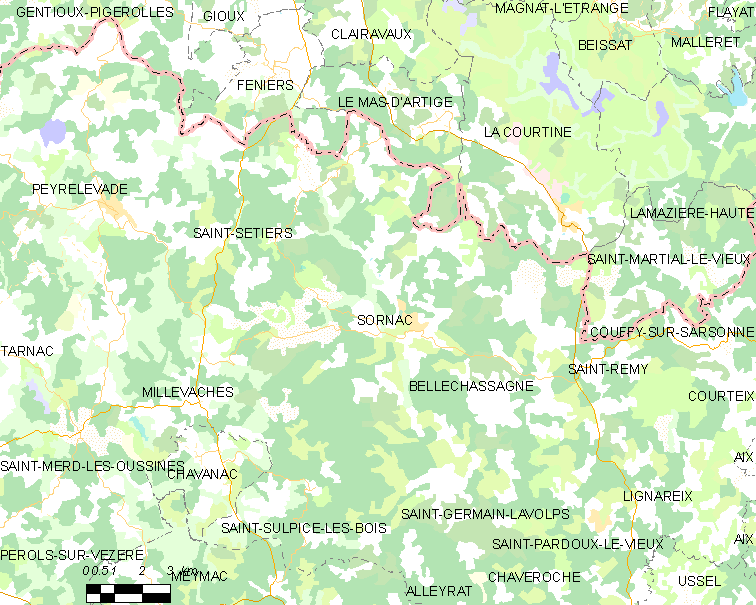
Карта коммуны

В 2007 году среди 542 человек в трудоспособном возрасте (15-64 лет) 333 были экономически активными, 209 — неактивными (показатель активности — 61,4 %, в 1999 году было 64,2 %). Из 333 активных работали 308 человек (172 мужчины и 136 женщин), безработных было 25 (12 мужчин и 13 женщин). Среди 209 неактивных 29 человек были учениками или студентами, 50 — пенсионерами, 130 были неактивными по другим причинам.

## Достопримечательности
- Церковь Сен-Мартен (XII век). Памятник истории с 1927 года[3]